# Piazzola sul Brenta
Piazzola sul Brenta is een gemeente in de Italiaanse provincie Padua (regio Veneto) en telt 10.758 inwoners (31-12-2004). De oppervlakte bedraagt 41,4 km2, de bevolkingsdichtheid is 260 inwoners per km2.
De volgende frazioni maken deel uit van de gemeente: Carturo, Isola Mantegna, Presina, Tremignon, Vaccarino.

## Demografie
Piazzola sul Brenta telt ongeveer 3860 huishoudens. Het aantal inwoners steeg in de periode 1991-2001 met 3,0% volgens cijfers uit de tienjaarlijkse volkstellingen van ISTAT.
| Jaar | Inwoneraantal |
| ---- | ------------- |
| 1991 | 10.373        |
| 2001 | 10.682        |

## Geografie
De gemeente ligt op ongeveer 13 m boven zeeniveau.
Piazzola sul Brenta grenst aan de volgende gemeenten: Camisano Vicentino (VI), Campo San Martino, Campodoro, Curtarolo, Gazzo, Grantorto, Limena, San Giorgio in Bosco, Villafranca Padovana.

## Geboren
- Andrea Mantegna (ca. 1431-1506), kunstschilder
- Raymundo Bergamin (1910-1991), bisschop van Palang, Indonesië
- Luigi Secco (1947), bisschop van Willemstad, Curaçao